# Phymatodes dimidiatus
Phymatodes dimidiatus är en skalbaggsart som först beskrevs av Kirby 1837.  Phymatodes dimidiatus ingår i släktet Phymatodes och familjen långhorningar.
Artens utbredningsområde är Alaska. Inga underarter finns listade i Catalogue of Life.